# Saleh Abdul Aziz Al Rajhi

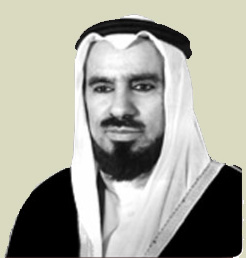
Saleh Abdul Aziz Al Rajhi

Saleh Abdul Aziz Al Rajhi (* 1921; † 12. Februar 2011) war ein saudi-arabischer Unternehmer und Bankier.

## Leben
Rajhi wuchs in der Nadschdregion auf. In jungen Jahren begann er mit seinen Geschwistern Pilger, die durch die Wüste nach Mekka und Medina reisten, durch Karawanen zu transportieren. Gemeinsam mit seinem Bruder Sulaiman bin Abd al-Aziz ar-Radschihi gründete er die saudi-arabische Al Rajhi Bank Saudi Arabia.  Nach Angaben des US-amerikanischen Forbes Magazine gehörte er zu den reichsten Saudi-Arabern.